# Fonte dos Padres
A fonte dos Padres, também conhecida como fonte do Taboão ou Tabuão é um fontanário situado na rua Conde D’Eu, em um arco, sob a ladeira do Taboão, Salvador. Encontra-se como estrutura histórica tombada pelo Instituto do Patrimônio Artístico e Cultural da Bahia, órgão do governo do estado da Bahia, sob o Decreto n.º 28.398/1981.

## História
A fonte dos Padres tem sua origem datada entre os séculos XVI e XVII. Seu nome foi dado por ter sido construída em terreno doado aos padres jesuítas.
O fontanário é um dos mais antigos da cidade e proporcionava, primitivamente, suprimento de água ao Colégio dos Jesuítas. Contudo, devido a sua distância, os Jesuítas cavaram, em 1590, um poço de vinte metros de profundidade para achar um pouco de água que abastecesse as oficinas. Em 1587, Gabriel Soares de Souza assinala a existência de três fontes na Praia. Segundo Edelweiss, as três fontes eram: a das Pedreiras, na Preguiça, a do Pereira, na Baixa da Misericórdia, e a dos Padres, na subida do Taboão. Em 1801, Vilhena faz o seguinte comentário: "No fundo da Ladeira da Misericórdia uma outra muito pobre e ruim chamada Fonte dos Padres, tem duas bicas."
Foi citada em documentos de várias épocas, no "Tratado Descriptivo do Brasil", escrito por Gabriel Soares de Souza em 1547 e em "Livro que dá razão do Brasil", escrito pelo sargento-mor Diogo de Campos Moreno, em 1612.

## Estrutura
A fonte encontra-se sob a Ladeira do Taboão, abaixo de um arco com galerias em cinco braços, com bacia de água cercada por uma mureta de pedra. Possui altura de 2,58m, largura de 1,25m e bacia de 1,16. Foi construída em alvenaria de pedra.
Existia uma máscara esculpida em pedra e pela sua boca era jorrada água, porém essa estrutura já não se encontra mais no local. Passou por várias modificações ao longo do tempo, provavelmente uma delas em 1870 da qual restou uma placa colocada acima do arco e depois em 1928, quando foram incorporadas  duas bicas de mármore. Na década de 1940, sua construção original foi completamente descaracterizada, seu nicho foi revestido em pedras irregulares.